# Saint-Georges-les-Bains
Saint-Georges-les-Bains (okzitanisch: Sant Jòrdi) ist eine französische Gemeinde mit 2.415 Einwohnern (Stand: 1. Januar 2022) im Département Ardèche in der Region Auvergne-Rhône-Alpes. Saint-Georges-les-Bains gehört zum Arrondissement Tournon-sur-Rhône und zum Kanton Rhône-Eyrieux. Die Einwohner werden Saint-Georgois(es) genannt.
Die Gemeinde besteht aus den Ortschaften Saint-Georges und Saint-Marcel.

## Geografie
Saint-Georges-les-Bains erstreckt sich am westlichen Ufer der Rhone. Umgeben wird Saint-Georges-les-Bains von den Nachbargemeinden Toulaud im Norden, Charmes-sur-Rhône im Osten und Nordosten, Étoile-sur-Rhône im Osten und Südosten, Beauchastel im Süden sowie Gilhac-et-Bruzac im Westen.

## Kultur und Sehenswürdigkeiten
- Auf einem Felsvorsprung mit Blick auf das Turzon-Tal, 700 Meter südwestlich des Dorfes Saint-Georges-les-Bains und eineinhalb Kilometer vom Rhonetal entfernt, befinden sich die imposanten Ruinen der Ortschaft Saint-Marcel. Oben auf dem Berg erheben sich die Ruinen der Burg, unterhalb dessen hatte sich am Berghang eine wichtige Marktstadt entwickelt, die jetzt ruinös ist. Sie besaß eine Kirche und einen Friedhof. Das Ganze war durch eine mächtige, noch gut erhaltene Stadtmauer geschützt. Das Dorf wurde im frühen 19. Jahrhundert allmählich verlassen.

## Weblinks

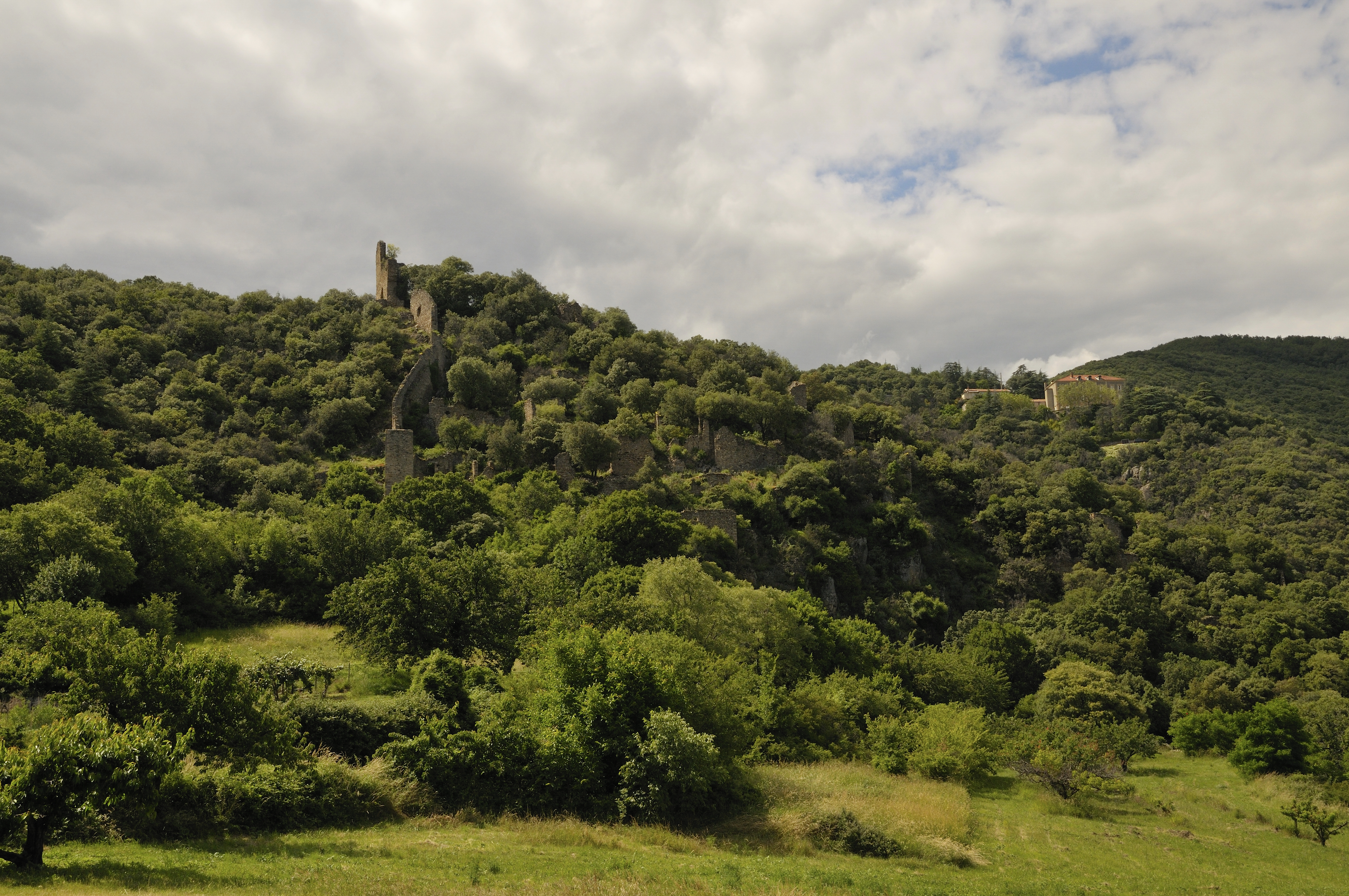
Blick auf die Ortschaft Saint-Marcel

## Bevölkerungsentwicklung
| Jahr                       | 1962 | 1968 | 1975 | 1982 | 1990 | 1999 | 2006 | 2017 |
| -------------------------- | ---- | ---- | ---- | ---- | ---- | ---- | ---- | ---- |
| Einwohner                  | 1110 | 1015 | 873  | 1257 | 1557 | 1716 | 1977 | 2282 |
| Quellen: Cassini und INSEE |      |      |      |      |      |      |      |      |